# Archie Mayo
Archibald „Archie“ Louis Mayo (* 29. Januar 1891 in New York; † 4. Dezember 1968 in Guadalajara, Mexiko) war ein US-amerikanischer Filmregisseur.

## Leben
Archie Mayo begann bereits im Jugendalter als Bühnenschauspieler und Gagschreiber, mit Mitte 20 kam er nach Hollywood. 1917 erfolgte sein Regiedebüt bei Henry Lehrmans L-KO Kompany. Er drehte zunächst ausschließlich Slapstick-Kurzfilme, in der ersten Hälfte der 1920er Jahre für die Christie Studios. Ab 1926 folgten Langfilme, zwischen 1927 und 1937 fast ausschließlich für Warner Brothers. Dort war er unter anderem für einige Filme von Kay Francis, James Cagney und Barbara Stanwyck verantwortlich. Zu seinen bekanntesten Warner-Filmen aus den frühen 1930ern gehören Street of Women und Svengali, der auf dem Roman Trilby von George du Maurier basierte und John Barrymore in der Hauptrolle zeigte. 1933 inszenierte er den freizügigen Skandalfilm Convention City, der heute als verschollen gilt, da seine Kopien nach Einführung des Hays Codes vernichtet wurden. Mayo galt als effizienter Regisseur, der seinen Filmen nur selten einen persönlichen Stempel aufdrückte, sondern sie stattdessen auf die Stars in den Hauptrollen zuschnitt.
Sein heute wahrscheinlich bekanntester Film ist das in der Wüste spielende Kriminaldrama Der versteinerte Wald (1936) mit Bette Davis, Leslie Howard und Humphrey Bogart in den Hauptrollen. In den 1940er Jahren ragten wiederum vor allem seine Komödien heraus, darunter Charley’s Aunt (1941) mit Jack Benny und Eine Nacht in Casablanca (1946) mit den Marx Brothers. Seine letzte Arbeit war der schwarzhumorige Fantasyfilm Angel on My Shoulder (1946), in dem Paul Muni als toter Gangster mit dem von Claude Rains gespielten Teufel einen Pakt schließt. Anschließend verabschiedete er sich aus dem Filmgeschäft, nur 1958 kehrte er nochmals zurück, um als Produzent des Films The Beast of Budapest über den ungarischen Volksaufstand 1956 zu arbeiten.
Nach dem Tod seiner ersten Frau Lucille 1945 heiratete er im selben Jahr Barbara Lane, mit der er bis zu seinem Tod zusammenblieb und zwei Kinder bekam. Er starb 77-jährig im mexikanischen Guadalajara an einer Krebserkrankung. Mayo wurde ein Stern auf dem Hollywood Walk of Fame gewidmet. Nach seinem Tod 1968 wurde er auf dem Hollywood Forever Cemetery in Hollywood beigesetzt.

## Filmografie (Auswahl)
- 1917: A Nurse of an Aching Heart (Kurzfilm)
- 1924: Reno or Bust (Kurzfilm)
- 1926: Money Talks
- 1926: Christine of the Big Tops
- 1926: Unknown Treasures
- 1927: Johnny Get Your Hair Cut
- 1927: Quarantined Rivals
- 1927: Dearie
- 1927: Slightly Used
- 1927: Die 11-fache Witwe (The College Widow)
- 1928: Beware of Married Men
- 1928: The Crimson City
- 1928: State Street Sadie
- 1928: On Trial
- 1928: My Man
- 1929: Sonny Boy
- 1929: Is Everybody Happy?
- 1929: The Sap
- 1929: The Sacred Flame
- 1930: Wide Open
- 1930: Vengeance
- 1930: Courage
- 1930: Oh, Sailor, Behave!
- 1930: The Doorway to Hell
- 1931: Illicit
- 1931: Svengali
- 1931: Bought!
- 1931: Under Eighteen
- 1932: The Expert
- 1932: Street of Women
- 1932: Two Against the World
- 1932: Night After Night
- 1933: The Life of Jimmy Dolan
- 1933: The Mayor of Hell
- 1933: Ihre letzte Nacht (Ever in My Heart)
- 1933: Convention City
- 1934: Die Spielerin (Gambling Lady)
- 1934: Der Mann mit zwei Gesichtern (The Man with Two Faces)
- 1934: Desirable
- 1935: Stadt an der Grenze (Bordertown)
- 1935: Go Into Your Dance
- 1935: The Case of the Lucky Legs
- 1936: Der versteinerte Wald (The Petrified Forest)
- 1936: Kleine Stadt mit Tradition (I Married a Doctor)
- 1936: Der Erbe des Hauses Farrington (Give Me Your Heart)
- 1937: Geheimbund Schwarze Legion (Black Legion)
- 1937: Call It a Day
- 1937: It’s Love I’m After
- 1938: Die Abenteuer des Marco Polo (The Adventures of Marco Polo)
- 1938: Youth Takes a Fling
- 1939: Musik fürs Leben (They Shall Have Music)
- 1940: The House Across the Bay
- 1940: Four Sons
- 1941: The Great American Broadcast
- 1941: Charley’s Aunt
- 1941: Confirm or Deny
- 1942: Nacht im Hafen (Moontide)
- 1942: Orchestra Wives
- 1943: Crash Dive
- 1944: Sweet and Low-Down
- 1946: Eine Nacht in Casablanca (A Night in Casablanca)
- 1946: Angel on My Shoulder